# 하마구치 교코
하마구치 교코(일본어: 浜口 京子, はまぐち きょうこ, 1978년 1월 11일~)는 일본의 여자 레슬링 선수이다. 아버지 하아구치 헤이고는 애니멀이라는 별칭으로 전일본 프로레슬링에서 우승한 바 있는 유명 프로레슬링 선수로 대회마다 아버지와 함께 돌출 행동으로도 유명하다. 1997년 세계 선수권 대회에서 우승한 이후 많은 국제 대회를 제패하였다. 2004년 하계 올림픽과 2008년 하계 올림픽에서 동메달을 획득했고 2004년 올림픽 개막식 기수로 활약하는 등 일본을 대표하는 선수로 잘 알려졌으나, 올림픽에서는 금메달과 인연을 맺지 못했다. 한때 은퇴했으나, 올림픽 금메달의 꿈을 이루기 위해, 2012년 하계 올림픽에 다시 참가하였으나, 예선 탈락하여 메달을 따지 못했다.